# Rácz Lajos (birkózó)
Rácz Lajos (Budapest, 1952. július 1. –) olimpiai ezüstérmes, világ- és kétszeres Európa-bajnok magyar birkózó.

## Pályafutása
Birkózói pályafutását Csepelen kezdte, majd a székesfehérvári Honvéd Szondy SE sportolója lett. 1974 és 1984 között tizenegyszeres magyar bajnok volt 52 kg-os kötött fogásban. Az 1979-es san diegói világbajnokságon világbajnoki címet szerzett. Az 1980-as moszkvai olimpián ezüstérmet szerzett. 1977-ben és 1982-ben Európa-bajnoki címet szerzett. 1985-ben vonult vissza a profi pályafutásától. A Testnevelési Főiskola szervezői szakán szerzett diplomát, majd négy évvel később a szakedzői vizsgát is letette. Visszavonulása után mesteredzőként tevékenykedett. A Magyar Birkózó Szövetség Elnökségének tagja (1996–).

## Díjai
- Fejér megye Díszpolgára, 2001
- A Magyar Érdemrend lovagkeresztje (2019)